# 迪尔霍尔茨
迪尔霍尔茨是德国莱茵兰-普法尔茨州的一个市镇。总面积6.90平方公里，总人口1299人，其中男性661人，女性638人（2011年12月31日），人口密度188人/平方公里。